# IKEA
IKEA je nadnárodní nábytkářský obchodní řetězec. V květnu 2024 provozoval téměř 500 obchodů ve více než 60 zemích světa. Jde o největší nábytkářský řetězec na světě. Společnost založil v roce 1943 Ingvar Kamprad jako zásilkovou společnost.
Obchodní a právní struktura řetězce je komplikovaná a postupem času se mění. Skládá se z dvou hlavních součástí. První součástí je skupina spadající pod INGKA Holding B.V. sídlící v Nizozemsku. Ta vlastní a provozuje asi 90 %, jejím jediným vlastníkem je nizozemská nadace Stichting INGKA Foundation. Druhou součástí je skupina spadající pod Inter IKEA Holding B.V. sídlící v Nizozemsku, která vlastní obchodní značku, vyrábí nábytek a je franšízorem zbylé částí obchodů. Jejím jediným vlastníkem je lichtenštejnská nadace Inter IKEA Foundation. Takováto struktura má zajišťovat dlouhodobé trvání konceptu a zabraňovat nepřátelskému převzetí, je však také výhodná z hlediska daňové optimalizace.
V České republice mj. podniká společnost IKEA Česká republika, s.r.o. ze skupiny INGKA Holding, která zde vlastní a provozuje čtyři obchodní domy. Dále zde působí společnost IKEA Purchasing Services (Czech Republic) spol. s r.o. ze skupiny Inter IKEA Holding.

## Název
Název IKEA tvoří iniciály zakladatele Ingvara Kamprada a první písmena slov Elmtaryd a Agunnaryd, farmy a vesnice, kde vyrůstal. IKEA jako iniciálová zkratka je v češtině nesklonné, ale lze jej (v mluveném projevu) převést na zkratkové slovo Ikea, které lze skloňovat do Ikey, v Ikee nebo v Ikei.

## Historie

Mapa zemí s pobočkami IKEA:
Země, kde se pobočky IKEA v současnosti nacházejí
Země, kde jsou pobočky IKEA plánované
Země dříve hostící pobočky IKEA
Země nikdy nehostící žádnou pobočku IKEA

Firmu založil Ingvar Kamprad ve svých sedmnácti letech ve švédském městě Älhmult za finanční dar, který obdržel od svého otce za úspěšné ukončení studií. Zpočátku IKEA prodávala tužky a pera, peněženky, rámečky na obrázky, hodinky, klenoty, nylonové punčochy apod., tedy levné zboží, které bylo možno dobře prodat.

## Firemní filozofie
IKEA se řídí podnikatelskou filozofií, kterou Kamprad vysvětlil ve svém téměř náboženském spisku Zpověď prodejce nábytku. Na rozdíl od tradičních obchodů je zboží vystaveno přímo ve skladech a počet prodavačů je minimální. Firma je známá i marketingovým inovátorstvím, byla například první společností, která v televizní reklamě zobrazila homosexuální pár diskutující o společné budoucnosti v bytě zařízeném jejím nábytkem.

## INGKA Centres
Skupina INGKA Centres je investorem, developerem a správcem nákupních center. Společně se společností IKEA a dalšími partnery vytváří virtuální a fyzická místa pro setkávání. Vlastní 34 obchodních center maloobchodní plochy v České republice, Slovenské republice, Polsku, Francii, Indii, Číně, Finsku, Chorvatsku, Itálii, Kanadě, Portugalsku, Spojeném království, USA, Španělsku a Švédsku.
Ročně navštěvuje nákupní centra INGKA Centres přibližně 352 miliónů zákazníků. Skupina INGKA Centres je v České republice zastoupena společností INGKA Centres Česká republika s. r. o., která zde provozuje obchodní centra v Brně a Ostravě (Avion Shopping Park).

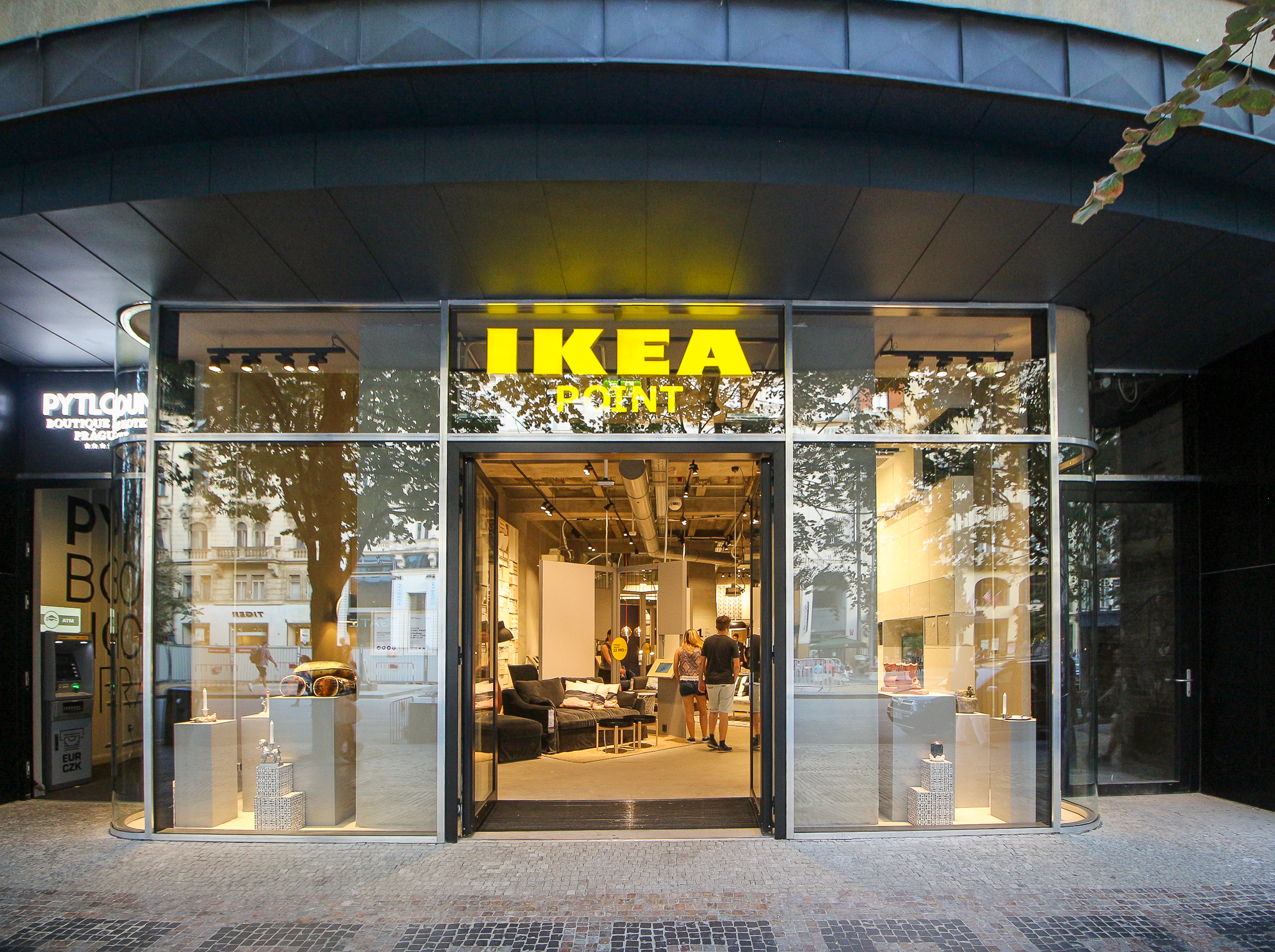
IKEA Point na Václavském náměstí v Praze

## V Česku

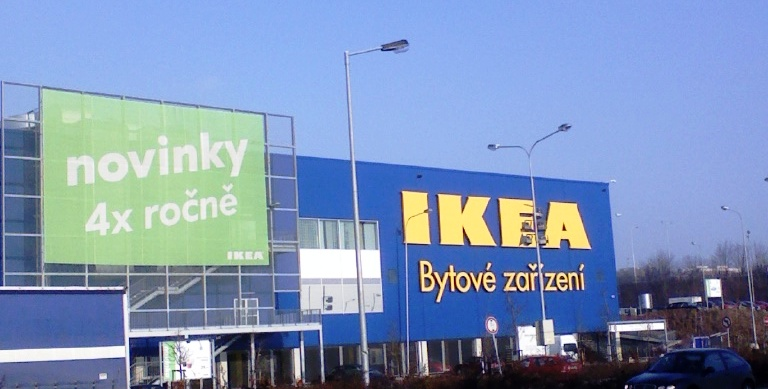
IKEA v Praze na Černém Mostě

Poprvé v tehdejším Československu v letech 1991–1995 působila IKEA v Praze v obchodním domě DBK. IKEA má v Česku čtyři své obchodní domy. Prvním obchodním domem IKEA byla prodejna v Praze na Zličíně (1996), v Brně (1998), v Ostravě (2001) a poslední pak na pražském Černém Mostě v roce 2004.
- Praha 5 – Zličín
- Praha 9 – Černý Most
- Brno
- Ostrava

Od září 2018 do srpna 2019 měla IKEA zkušebně otevřený menší obchod IKEA Point na pražském Václavském náměstí.

## Na Slovensku
IKEA má na Slovensku pouze jeden svůj obchodní dům. Prvním obchodním domem IKEA je prodejna v Bratislavě na Trnávke (1992).
- Bratislava – Trnávka